# 민주당 무상복지 정책
민주당 무상복지 정책은 2011년 대한민국의 민주당이 내놓은 복지 정책들을 말한다.

## 배경
대한민국의 복지수준이 이명박정부들어 더욱 축소되고 부족한 것을 배경으로 차별화를 위한 정책을 제시한 것으로 여겨지고 있다. 2011년 2월 '한국사회여론연구소'가 조사한 결과 59%가 '대한민국의 복지가 부족하다'고 답변했다. 민주당은 "대한민국의 복지수준은 아직 초보단계로 복지에 대한 투자가 절대적으로 부족하다"며 "민주당의 보편적 복지정책의 제시로 이제 대한민국도 정책으로 국민들의 판단을 받는 성숙한 정치 단계로 한 단계 업그레이드했다"라며 민주당의 무상복지 정책에 대해서 자평했다. 매일경제와 뉴스한국은 2012년 대통령 선거가 2년 가까이 남은 시점에서 여당과 야당간에 `복지` 선명성 경쟁의 일환으로 보고있다. YTN과 뉴스한국은 여당인 한나라당과 이명박 정부의 복지 정책에 대한 대응으로, 여당의 복지 이슈 선점을 만회하려는 의도라고 분석했다.

## 내용

### 친환경무상 급식
2010년 현재 대한민국은 저소득층·농산어촌 지역 학생 등 전체 17%의 학생을 대상으로 제한적 무상급식을 시행중이고 이를 2012년까지 26%까지 확대할 계획이다.
민주당은 모든 계층에 대한 전면 무상급식을 주장한다.
2011년부터 전국 초중학교를 대상으로, 수입농산물이 아닌 친환경 지역 우수 농산물을 식재료로 전면적 무상급식을 제공하는 것을 골자로 한다. 이를 위해 약 2.1~2.5조 정도의 예산이 소요될 것으로 예상하고, 이것을 중앙정부와 지방정부가 분담하는 방식으로 조달하는 것을 목표로 하고 있다.

### 무상 의료
민주당은 2011년 1월 6일 정책의원총회에서 “민주당은 향후 5년간 단계적으로 입원진료비의 건강보험 부담률을 현행
61.7%에서 경제협력개발기구(OECD) 국가 수준인 90%까지 획기적으로 높여, 의료비본인부담을 10%까지 줄이고, 본인부담 병원비 상한액을 최대 100만원으로 낮추어, ”돈 없어서 병원 못가“는 경우가 없도록 국민들의 실질적 무상의료를 실현한다”는 내용의 건강보험 보장성 강화방안을 당론으로 채택했다.
이와 함께 필수 의료 중 비급여 의료를 전면 급여화하고 서민부담이 큰 간병·상병 등의 비용도 급여 대상에 포함시키기로 했다. 또 차상위 계층을 의료급여 대상으로 전환시키고 저소득층은 보험료를 면제하는 방안도 포함하고 있다.

민주당은 무상 의료를 8조 1000억원이면 실천할 수 있다고 추산한다. 추산한 지출 증가분 8조1000억원은 비급여 급여화(3조9000억원), 본인부담금 상한 조정(7000억원), 간병급여(1조2000억원), 의료 사각지대 해소(8000억원), 틀니(4000억원), 치석 제거(1조1000억원)에 소요되는 비용을 더한 것이다. (복지국가소사이어티 제공)

### 무상 보육
어린이집과 유치원을 이용하는 어린이에 대한 지원을 단계적으로 확대해 2015년 보육료 전액을 국가가 지원하고, 보육시설을 이용하지 않는 어린이에 대해선 양육지원수당을 지급해 선별 보육이 아닌 ‘100% 무상보육’을 실현한다는 내용이다.

### 반값 등록금
저소득층 장학금과 지방국립대생 장학금 등 국가가 지급하는 장학금을 대폭 늘리고, 취업후 등록금 상환제(ICL)의 금리를 현행 5% 수준에서 3%대로 낮추는 내용이다. 또 등록금의 과도한 인상을 막기 위해 등록금 인상 폭을 물가상승률 이내로 제한하는 내용도 포함돼 있다.

민주당은 대학생 반값등록금 실현을 위해서는 가장 먼저 국가장학금을 대폭 확대하기로 했다. 기초생활수급자와 소득 1분위의 등록금을 장학금으로 지금하고 소득 2~4분위는 등록금의 전액을 장학금으로 지원하는 것 등이다. 또 근로장학금을 확대하기로 했다. 민주당은 반값 등록금 실현에 3조2000억원이 소요될 것으로 예상했다.
민주당의 복지 정책에 비판을 제기하던 한나라당은 4.27 재보선 이후로 민주당의 정책을 따라가기 시작했다. 그 대표적인 것으로 반값 등록금 시행인데, 조선일보는 야권 따라하기라며 비판을 제기했다.

## 비판
비판 세력은 이명박정부 들어 4대강 사업 등에 들어갈 세금은 꼭 필요하지만 복지에 들어갈 비용은 필요없다는 입장으로 민주당 무상복지 정책은 재정 및 증세논란, 연구의 타당성에 논란을 제기하고 있다. 고령화에 따른 예산 부담이 급증하는 상황에서 무상복지까지 가세할 경우 재정 건전성이 급속도로 악화될 것이라는 우려가 있다. 한국경제신문은 대한민국의 복지예산 중에는 일정 요건이 되면 반드시 지급해야 하는 의무지출 비중이 높기 때문에 점차 재정적 부담이 늘어난다고 주장한다. 민주당의 무상 정책들은 소요되는 예산이 너무 낮게 추정되어 있고 가격 탄력성을 고려하고 있지 않다는 비판이 제기된다. (실제로 대한민국의 사회 복지 비용은 유럽 선진국들의 5분에 1수준이다.) 고령화에다 수명 증가, 예상치 못한 질병 발생등으로 건보지출이 급증하는 등 불가능한 정책이라는 지적이 있다.

## 같이 보기
- 서울시의 무상 급식 정책 논란